# Rautenhausen
Rautenhausen ist der nach Einwohnerzahl kleinste Ortsteil der Stadt Bebra im osthessischen Landkreis Hersfeld-Rotenburg. Das Dorf liegt nordöstlich der Kernstadt Bebra im Richelsdorfer Gebirge. Südöstlich des Ortes verlaufen die Bundesstraße 27 zwischen Bebra und Sontra und die Bahnstrecke Bebra–Göttingen.

## Geschichte

### Ortsgeschichte
Im Jahre 1290 wurde der Ort erstmals urkundlich erwähnt, als Hermann von Wolfershausen und seine Frau Elisabeth dem Kloster Bubenbach ihre Güter in Rautenhausen verkauften. Um 1592 wurde die Kirche erbaut, die auf einer Anhöhe in der Ortsmitte steht. 
Etwa 1,75 km ostnordöstlich des Dorfs, am nördlichen Rand der heutigen Gemarkung von Rautenhausen, befand sich im Talgrund beim heutigen Forsthaus das 1230 erstmals beurkundete und im 15. Jahrhundert wüst gefallene Dorf Bubenbach. Dort bestand ab etwa 1220 ein Beginenhaus, aus dem 1230 das Kloster Bubenbach hervorging. Die Nonnen zogen 1296 in das in den Jahren von 1292 bis 1296 für sie neu errichtete, nur 1,5 km weiter nördlich gelegene Kloster Cornberg um.
Hessische Gebietsreform (1970–1977)
Im Zuge der Gebietsreform in Hessen wurde die bis dahin selbständige Gemeinde Rautenhausen zum 31. Dezember 1971 zusammen mit weiteren Gemeinden auf freiwilliger Basis in die Stadt Bebra eingegliedert. Für Rautenhausen und die weiteren nach Bebra eingegliederten Gemeinden wurde je ein Ortsbezirk gebildet.

### Verwaltungsgeschichte im Überblick
Die folgende Liste zeigt die Staaten und Verwaltungseinheiten, denen Rautenhausen angehört(e):
- vor 1567: Heiliges Römisches Reich, Landgrafschaft Hessen, Amt Rotenburg
- ab 1567: Heiliges Römisches Reich, Landgrafschaft Hessen-Kassel, Amt Rotenburg
  - 1627–1834: Landgrafschaft Hessen-Kassel, Landgrafschaft Hessen-Rotenburg (sogenannte Rotenburger Quart), teilsouveränes Fürstentum unter reichsrechtlicher Oberhoheit der Landgrafschaft Hessen-Kassel bzw. des Kurfürstentums Hessen
- ab 1806: Landgrafschaft Hessen-Kassel, Rotenburger Quart, Amt Rotenburg
- 1807–1813: Königreich Westphalen, Departement der Werra, Distrikt Hersfeld, Kanton Bebra
- ab 1815: Kurfürstentum Hessen, Rotenburger Quart, Amt Rotenburg[8]
- ab 1821/22: Kurfürstentum Hessen, Provinz Niederhessen, Kreis Rotenburg[9][Anm. 2]
- ab 1848: Kurfürstentum Hessen, Bezirk Hersfeld
- ab 1851: Kurfürstentum Hessen, Provinz Niederhessen, Kreis Rotenburg
- ab 1867: Königreich Preußen, Provinz Hessen-Nassau, Regierungsbezirk Kassel, Kreis Rotenburg
- ab 1871: Deutsches Reich,  Königreich Preußen, Provinz Hessen-Nassau, Regierungsbezirk Kassel, Kreis Rotenburg
- ab 1918: Deutsches Reich, Freistaat Preußen, Provinz Hessen-Nassau, Regierungsbezirk Kassel, Kreis Rotenburg
- ab 1944: Deutsches Reich, Freistaat Preußen, Provinz Kurhessen, Landkreis Rotenburg
- ab 1945: Amerikanische Besatzungszone, Groß-Hessen, Regierungsbezirk Kassel, Landkreis Rotenburg
- ab 1946: Amerikanische Besatzungszone, Hessen, Regierungsbezirk Kassel, Landkreis Rotenburg
- ab 1949: Bundesrepublik Deutschland, Hessen, Regierungsbezirk Kassel, Landkreis Rotenburg
- ab 1972: Bundesrepublik Deutschland, Hessen, Regierungsbezirk Kassel, Landkreis Hersfeld-Rotenburg, Stadt Bebra[Anm. 3]

## Bevölkerung

### Einwohnerstruktur 2011
Nach den Erhebungen des Zensus 2011 lebten am Stichtag dem 9. Mai 2011 in Rautenhausen 123 Einwohner. Darunter waren 3 (2,4 %) Ausländer.
Nach dem Lebensalter waren 21 Einwohner unter 18 Jahren, 45 zwischen 18 und 49, 33 zwischen 50 und 24 und 81 Einwohner waren älter. Die Einwohner lebten in 51 Haushalten. Davon waren 12 Singlehaushalte, 12 Paare ohne Kinder und 15 Paare mit Kindern, sowie 9 Alleinerziehende und keine Wohngemeinschaften. In 9 Haushalten lebten ausschließlich Senioren und in 36 Haushaltungen lebten keine Senioren.

### Einwohnerentwicklung
| Rautenhausen: Einwohnerzahlen von 1834 bis 2018 | Rautenhausen: Einwohnerzahlen von 1834 bis 2018 | Rautenhausen: Einwohnerzahlen von 1834 bis 2018 | Rautenhausen: Einwohnerzahlen von 1834 bis 2018 | Rautenhausen: Einwohnerzahlen von 1834 bis 2018 |
| --- | ----------------------------------------------- | ----------------------------------------------- | ----------------------------------------------- | ----------------------------------------------- |
| Jahr |                                                 |                                                 |                                                 | Einwohner                                       |
| 1834 | 1834                                            |                                                 | 111                                             | 111                                             |
| 1840 | 1840                                            |                                                 | 112                                             | 112                                             |
| 1846 | 1846                                            |                                                 | 119                                             | 119                                             |
| 1852 | 1852                                            |                                                 | 126                                             | 126                                             |
| 1858 | 1858                                            |                                                 | 113                                             | 113                                             |
| 1864 | 1864                                            |                                                 | 129                                             | 129                                             |
| 1871 | 1871                                            |                                                 | 134                                             | 134                                             |
| 1875 | 1875                                            |                                                 | 138                                             | 138                                             |
| 1885 | 1885                                            |                                                 | 131                                             | 131                                             |
| 1895 | 1895                                            |                                                 | 131                                             | 131                                             |
| 1905 | 1905                                            |                                                 | 142                                             | 142                                             |
| 1910 | 1910                                            |                                                 | 143                                             | 143                                             |
| 1925 | 1925                                            |                                                 | 152                                             | 152                                             |
| 1939 | 1939                                            |                                                 | 164                                             | 164                                             |
| 1946 | 1946                                            |                                                 | 251                                             | 251                                             |
| 1950 | 1950                                            |                                                 | 250                                             | 250                                             |
| 1956 | 1956                                            |                                                 | 229                                             | 229                                             |
| 1961 | 1961                                            |                                                 | 194                                             | 194                                             |
| 1967 | 1967                                            |                                                 | 154                                             | 154                                             |
| 1970 | 1970                                            |                                                 | 161                                             | 161                                             |
| 1980 | 1980                                            |                                                 | ?                                               | ?                                               |
| 1990 | 1990                                            |                                                 | ?                                               | ?                                               |
| 2000 | 2000                                            |                                                 | ?                                               | ?                                               |
| 2011 | 2011                                            |                                                 | 123                                             | 123                                             |
| 2018 | 2018                                            |                                                 | 124                                             | 124                                             |
| Datenquelle: Historisches Gemeindeverzeichnis für Hessen: Die Bevölkerung der Gemeinden 1834 bis 1967. Wiesbaden: Hessisches Statistisches Landesamt, 1968. Weitere Quellen: LAGIS; Stadt Bebra; Zensus 2011 |                                                 |                                                 |                                                 |                                                 |

### Historische Religionszugehörigkeit
| • 1885: | 131 evangelische (= 100 %) Einwohner                               |
| • 1961: | 151 evangelische (= 77,84 %), 28 katholische (= 14,43 %) Einwohner |

## Politik
Für Rautenhausen besteht ein Ortsbezirk (Gebiete der ehemaligen Gemeinde Rautenhausen) mit Ortsbeirat und Ortsvorsteher nach der Hessischen Gemeindeordnung.
Der Ortsbeirat besteht aus fünf Mitgliedern. Bei den Kommunalwahlen in Hessen 2021 betrug die Wahlbeteiligung zum Ortsbeirat 72,00 %. Alle Kandidaten gehörten der „Wählergemeinschaft Rautenhausen“ an. Der Ortsbeirat wählte Andrea Siegel zur Ortsvorsteherin.